# Губское сельское поселение
Губское сельское поселение — муниципальное образование в составе Мостовского района Краснодарского края России.
В рамках административно-территориального устройства Краснодарского края ему соответствует Губский сельский округ.
Административный центр — станица Губская.

## Население
| 2010  | 2012  | 2013  | 2014  | 2015  | 2016  | 2017  |
| ----- | ----- | ----- | ----- | ----- | ----- | ----- |
| 4404  | ↗4415 | ↗4473 | ↗4478 | ↗4493 | ↘4441 | ↗4447 |
| 2018  | 2019  | 2020  | 2021  | 2023  |       |       |
| ↘4383 | ↘4329 | ↘4308 | ↘4223 | ↘4171 |       |       |

## Населённые пункты
В состав сельского поселения (сельского округа) входят 3 населённых пункта:
| № | Населённый пункт | Тип населённого пункта | Население (чел.) |
| - | ---------------- | ---------------------- | ---------------- |
| 1 | Губская          | станица                | ↘3190            |
| 2 | Хамкетинская     | станица                | ↘449             |
| 3 | Баракаевская     | станица                | ↘734             |

## Археология
Вблизи станицы Баракаевской найдены останки неандертальцев в Монашенской и Баракаевской пещерах Губского ущелья.
Последовательность пещеры Двойная была разделена на три культурных слоя: верхний палеолит (слой 7), ранний мезолит (слой 6), поздний мезолит (слой 4/5).
Навес Чыгай (Губский 5) в Губском (Борисовском) ущелье имеет верхнепалеолитические и мезолитические слои. Последовательность Чыгайского скального навеса состоит из 14 слоёв: 10—14-й отнесены к позднему палеолиту, 9—3-й — к мезолиту, а самые верхние (1—2-й) — к халколиту. Наиболее молодая дата (9,5 тыс. л. н.) из навеса Чыгай получена по костям животных из слоя 4, для вышележащих культурных слоёв радиоуглеродных дат пока нет.